# Уилсон, Уильям (учёный)
Уи́льям Уи́лсон (англ. William Wilson; 1 марта 1875 — 14 октября 1965) — британский физик-теоретик, член Лондонского королевского общества (1923). Известен своими работами по теории относительности и квантовой физике, в частности в 1915 году независимо от Арнольда Зоммерфельда и Дзюна Исивары сформулировал правила квантования для систем с несколькими степенями свободы.

## Биография
Уильям Уилсон родился в деревне Гудихиллс в северном графстве Камберленд в семье фермера. Он учился сначала в деревенской школе в Холм-Сент-Катберт, а в возрасте 14 лет получил стипендию на обучение в Сельскохозяйственном колледже в Аспатрии. Здесь он провёл три года и познакомился с основами ряда наук, особенно химии и биологии. В 1892 году Уилсон стал членом Королевского горного и сельскохозяйственного общества и в следующем году получил стипендию на обучение в Королевском колледже наук в Лондоне. В столице он изучал в основном науки сельскохозяйственного профиля, а также геологию (у Джона Уэсли Джадда), физику (у Артура Рукера и Уильяма Уотсона) и астрономию (у Нормана Локьера и Альфреда Фаулера); математикой он занимался самостоятельно.
Уилсон оставил Королевский колледж наук летом 1896 года, так и не получив степени, и устроился учителем в Тоустере, где даже написал учебник по элементарной алгебре. Впоследствии он сменил ещё две школы — в Беклзе и Хайгейте. Решив продолжить обучение в одном из немецких университетов, Уилсон сначала получил должность учителя в языковой школе фирмы Berlitz и в течение двух с половиной лет преподавал английский в филиалах школы в Дортмунде, Мюнстере, Бармене и Кёльне. Летом 1902 года он стал студентом Лейпцигского университета, где изучал математику под руководством Карла Неймана и экспериментальную физику у Отто Винера. Именно за экспериментальные исследования фотоэлектрического эффекта, проведённые в лаборатории, некогда организованной специально для Вильгельма Вебера, в 1906 году Уилсону была присвоена степень доктора философии summa cum laude.
В 1906 году Уилсон вернулся на родину и занял должность младшего преподавателя (assistant lecturer) в Королевском колледже Лондона.  В 1917 году он был удостоен степени доктора наук (Doctor of Science) Лондонского университета и два года спустя получил пост преподавателя (reader), а в 1921 году стал профессором физики (Hildred Carlile chair of physics) в Бедфорд-колледже, женском колледже в составе Лондонского университета. В 1930-е годы Уилсон написал трёхтомный курс теоретической физики, а в 1950-е — ещё несколько книг. Во время Второй мировой войны, когда колледж был эвакуирован в Кембридж, он преподавал в Кавендишской лаборатории. В 1944 году учёный вышел в отставку и стал почётным профессором университета. Он был женат на Роуз Бланш Люси Хэтфилд (Rose Blanche Lucy Heathfield) из Девона, с которой познакомился в Лейпциге; у них был один сын.
Биографы Уилсона дали ему следующую характеристику:

Уилсон был высоким широкоплечим мужчиной с большими коричневыми усами. Он ходил и двигался поразительным и необычным образом, почти как если бы он был одним из трёх подлинных мушкетёров Дюма и собирался выхватить шпагу и отсалютовать. (По словам его жены, эта походка возникла из-за привычки поднимать ноги при пересечении борозд на распаханном поле.) Его яркие и пронзительные глаза сияли с энтузиазмом, когда он излагал свои научные теории. Он всегда сообщал огромную жизненную силу и дружелюбие. Он был терпеливым и сочувствующим и всегда был готов найти время, чтобы разобраться с трудностями.
Оригинальный текст (англ.)Wilson was a tall, broad-shouldered man with large brown moustaches. He walked and moved with a striking and unusual manner, almost as if he were one of the three original mousquetaires of Dumas, and about to draw and flourish a rapier. (According to his wife, this gait originated in the habit of lifting his feet to cross the ridges in ploughed fields.) His bright and piercing eyes would shine with enthusiasm as he expounded his scientific theories. He ever conveyed an immense vitality and friendliness. He was patient and sympathetic, and always ready to find time to elucidate difficulties.

## Научная деятельность
Первые работы Уилсона, включая диссертацию, были посвящены экспериментальному исследованию фотоэффекта; последняя его статья на эту тему вышла в 1917 году. В это же время значительное место в исследованиях учёного начинают занимать теоретические вопросы, прежде всего квантовая теория и теория относительности. Так, в 1913 году он применил квантовую теорию для объяснения электрического разряда от нагретых тел, или, говоря в современных терминах, термоэлектронной эмиссии. В марте 1915 года Уилсон закончил работу над статьёй (она была опубликована в июне), в которой попытался получить известные к тому времени результаты Планка и Бора из единых соображений. Единство подхода обеспечивали два положения: а) дискретность обмена энергией между динамическими системами и эфиром (окружающим пространством); б) движение систем в промежутке между этими обменами подчиняется гамильтоновой механике. На этой основе он рассмотрел многопериодическую систему, описываемую набором координат ({\displaystyle q_{i}}) и импульсов ({\displaystyle p_{i}}), и пришёл к условиям квантования вида {\displaystyle \int {p_{i}dq_{i}}=n_{i}h}, где {\displaystyle h} — постоянная Планка, {\displaystyle n_{i}} — целые числа (квантовые числа), а интегрирование идёт по соответствующим периодам движения. Аналогичные соотношения для систем с несколькими степенями свободы были независимо получены Арнольдом Зоммерфельдом и Дзюном Исиварой. Уилсон применил свои условия к выводу формулы Планка и описанию движения электрона по круговым орбитам в модели Бора. В следующей статье, законченной в ноябре 1915 года, он распространил свою теорию на случай эллиптических орбит электронов и получил соотношение между эксцентриситетом орбиты и квантовыми числами соответствующих степеней свободы. Следует отметить большую роль Джона Уильяма Николсона, который ещё в 1912 году одним из первых использовал квантовые соображения при рассмотрении структуры атома и который способствовал скорейшей публикации работ Уилсона.
В 1923 году Уилсон обобщил свои условия квантования на случай электрона, вращающегося в магнитном поле. В обобщённом выражении под знаком интеграла выражение для импульса, {\displaystyle p_{i}}, учёный заменил в соответствии с требованиям теорией относительности на обобщенный импульс релятивистской теории, {\displaystyle p_{i}+eA_{i}}, получив: {\displaystyle \int {(p_{i}+eA_{i})dq_{i}}=n_{i}h}, где {\displaystyle A_{i}} — векторный потенциал электромагнитного поля. Аналогичные попытки объединить квантовые условия с релятивистскими соображениями предпринимались в те годы и другими физиками, однако не сыграли значительной роли в развитии теории и вскоре, после открытия спина, были отброшены. Сам Уилсон считал этот свой результат более важным, чем обнаружение исходных квантовых условий, и позже развивал свои идеи, в том числе в направлении пятимерного обобщения теории гравитации в духе теории Калуцы. Прочие его работы, написанные на позднем этапе жизни, отражают широту научных интересов учёного, поскольку включают такие разные темы, как проблемы термодинамики, теории размерностей физических величин, критика кинематической теории относительности Милна и т.д.

## Публикации
Книги
- Wilson W. Theoretical physics (in three volumes). — London: Methuen, 1931—1940.
- Wilson W. A hundred years of physics. — London: Denchworth, 1950.
- Wilson W. The microphysical world. — London: Methuen, 1951.
- Wilson W. Space time and the cosmos. — London: Methuen, 1958.

Основные статьи
- Wilson W. Lichtelektrische Entladung und durch Bestrahlung erzeugtes Leitvermögen // Annalen der Physik. — 1907. — Bd. 328 (23). — S. 107—130. — doi:10.1002/andp.19073280607.
- Wilson W. The discharge of positive electricity from hot bodies // Philosophical Magazine (Ser. 6). — 1911. — Vol. 21. — P. 634—640. — doi:10.1080/14786440508637075.
- Wilson W. The quantum theory of energy and the emission of electricity from hot bodies // Proceedings of the Physical Society of London. — 1912. — Vol. 25. — P. 331—335. — doi:10.1088/1478-7814/25/1/336.
- Wilson W. Versuch einer Anwendung der Quantenhypothese auf die elektrische Entladung von heißen Körpern // Annalen der Physik. — 1913. — Bd. 347 (42). — S. 1154—1162. — doi:10.1002/andp.19133471608.
- Wilson W. The quantum-theory of radiation and line spectra // Philosophical Magazine (Ser. 6). — 1915. — Vol. 29. — P. 795—802. — doi:10.1080/14786440608635362.
- Wilson W. The quantum of action // Philosophical Magazine (Ser. 6). — 1916. — Vol. 31. — P. 156—162. — doi:10.1080/14786440208635487.
- Wilson W. The complete photo-electric emission from the alloy of sodium and potassium // Proceedings of the Royal Society A. — 1917. — Vol. 93. — P. 359—372. — doi:10.1098/rspa.1917.0024.
- Wilson W. Relativity and gravitation // Proceedings of the Physical Society of London. — 1919. — Vol. 31. — P. 69—78. — doi:10.1088/1478-7814/31/1/304.
- Wilson W. The quantum theory and electromagnetic phenomena // Proceedings of the Royal Society A. — 1923. — Vol. 102. — P. 478—483. — doi:10.1098/rspa.1923.0007.
- Wilson W. Relativity and wave mechanics // Proceedings of the Royal Society A. — 1928. — Vol. 118. — P. 441—448. — doi:10.1098/rspa.1928.0062.
- Wilson W. The mass of a convected field and Einstein's mass-energy law // Proceedings of the Physical Society. — 1936. — Vol. 48. — P. 736—740. — doi:10.1088/0959-5309/48/5/306.
- Wilson W. The origin and nature of wave mechanics // Science Progress. — 1937. — Vol. 32. — P. 209—227. — JSTOR 43421425.
- Flint H.T., Wilson W. The fundamental unit of electric charge // Proceedings of the Physical Society. — 1938. — Vol. 50. — P. 340—344. — doi:10.1088/0959-5309/50/3/302.
- Wilson W., Cattermole J. The elementary particle // Philosophical Magazine (Ser. 7). — 1939. — Vol. 27. — P. 84—93. — doi:10.1080/14786443908562207.
- Wilson W. Dimensions of physical quantities // Philosophical Magazine (Ser. 7). — 1942. — Vol. 33. — P. 26—33. — doi:10.1080/14786444208521336.
- Wilson W. Kinematic relativity // Philosophical Magazine (Ser. 7). — 1944. — Vol. 35. — P. 241—249. — doi:10.1080/14786444408520875.